# Sidi Yacoub
Sidi Yacoub là một đô thị thuộc tỉnh Sidi Bel Abbès, Algérie. Dân số thời điểm năm 2002 là 3.971 người.